# 関弘子
関 弘子（せき ひろこ、1929年〈昭和4年〉7月30日 - 2008年〈平成20年〉5月11日）は、日本の女優、声優。東京都出身。
母親は声楽家の関種子、夫は観世流能楽師の観世寿夫。

## 略歴
自由学園卒業。1947年、劇団俳優座に研究生（1期生）として入座。1952年、俳優座養成所卒業。1954年に俳優座を退団し、劇団青年座の立ち上げに参加。1956年に青年座を退団。フリーランスとなり、プレーヤーズセンター、三木事務所、プロダクション・エムスリー、おぎいくこ事務所に所属していた。
1962年から1969年まで、自主公演『わざおぎのふるさと』を連続上演し、1964年の新劇演技者特別賞を受賞した。
1969年（昭和44年）に観世寿夫と結婚。1970年に冥の会を立ち上げた。
能を始めとして様々な舞台やドラマなど数々の作品に出演。朗読（劇）・語りの第一人者として活躍し、朗読指導にも力を注いだ。西武池袋コミュニティカレッジや朝日カルチャーセンターなどで講師も行い、声と言葉の教室千声会を主催。
源氏物語全巻を平安時代当時の発音（日本語#音韻史を参照）で朗読したCDを自主制作。1981年には近松門左衛門の原文での語りで第16回紀伊國屋演劇賞を受賞した。
2008年5月11日、肺炎のため死去。78歳没。

## 人物
声種はソプラノ。
特技は朗読、能、日本舞踊。

## 出演

### テレビドラマ
- 本日休診（1953年版）
- 孤独の賭け（1963年版 洋裁店「ボヌール」のマダム）
- 再婚します。
- ジキルとハイド
- 白い巨塔（婦長）
- 第7の男
- 緑に匂う花
- 特別機動捜査隊 第199話「再会」
- 快獣ブースカ 第12話「ブースカと七人の魔術師」（1967年） - 金持ち婦人
- びっくり箱（TBS、1977年10月9日） - 婦長
- イエスの方舟 イエスと呼ばれた男と19人の女たち
- 心はロンリー気持ちは「…」
- たけしくん、ハイ!（1985年） ‐ 川上夫人
- 松本清張の黒い樹海
- 特捜最前線　第418話　「少年はなぜ母を殺したか！」
- 新平四郎危機一発 第13話「病める麦」
- 三婆
- 検事・若浦葉子 第7話「供述・一枚の写真に秘める女二人の半生」
- 新春ドラマスペシャル「女たちの森」

### 映画
- 太陽の季節
- お葬式
- BE FREE!
- あげまん
- ミンボーの女（総支配人秘書）

### 吹き替え
- じゃじゃ馬億万長者　（グラニー/アイリーン・ライアン）
- 奥さまは魔女（クララおばさん）
- 去年の夏 突然に（ホリー夫人/マーセデス・マッケンブリッジ）
- 刑事コロンボ 二枚のドガの絵（キム・ハンター）
- 警部マクロード（シェリー・ウィンタース）#12
- 0011ナポレオン・ソロ #12 #25
- 逃亡者 (1963年のテレビドラマ) #2 (ローナー/バージニア・ビンセント)
- ナイル殺人事件 (1978年の映画)（サロメ/アンジェラ・ランズベリー）
- 媚薬
- 武器よさらば（ヴァン・キャンペン/マーセデス・マッケンブリッジ）
- プライベート・ベンジャミン（キャプテン・ドレーン・ルイス/アイリーン・ブレナン）
- ローマの哀愁（ゴンザレス伯爵夫人/ロッテ・レーニャ）
- オリバー・ツィスト　(ナンシー/ガイ・ウォルシュ)
- いたずら幽霊　(パトリシア・ヘイズ)

### 劇場アニメ
- 魔女の宅急便（バーサ[8]）
- 紅の豚（バアちゃん[9]）

### テレビ番組
- 今夜は最高!（日本テレビ）
- ライオンのいただきます（フジテレビ）
- オレたちひょうきん族（フジテレビ）
- タケちゃんの思わず笑ってしまいましたPart5 「温泉旅館」（1985年）
- 一枚の写真（フジテレビ）